# Numonyx
Numonyx è stata un'azienda multinazionale, con sede direzionale a Rolle in Svizzera, produttrice di memorie non volatili (NOR e NAND) a semiconduttore e ricercatrice nel campo delle tecnologie di memorizzazione emergenti e possibili candidate alla sostituzione della tecnologia Flash, come le memorie a cambiamento di fase (PCM). La società è nata il 30 marzo 2008 come joint venture fra rami di azienda operanti già nelle memorie ceduti da Intel e ST Microelectronics e supportati da un fondo statunitense Francisco Partners.
In Italia l'azienda aveva sedi ad Agrate Brianza, ad Arzano ed a Catania.
Nel febbraio 2010 è stata annunciata l'acquisizione dell'azienda da parte di Micron Technology; la transazione prevedeva uno scambio azionario pari ad un valore di 1,27 miliardi di dollari mentre la quota ricevuta da ST era pari a 527 milioni di dollari.